# Зенде
Зенде (њем. Sehnde) град је у њемачкој савезној држави Доња Саксонија. Једно је од 21 општинског средишта округа Регион Хановер. Према процјени из 2010. у граду је живјело 22.819 становника. Посједује регионалну шифру (AGS) 3241016.

## Географски и демографски подаци
Зенде се налази у савезној држави Доња Саксонија у округу Регион Хановер. Град се налази на надморској висини од 53 метра. Површина општине износи 103,3 km². У самом граду је, према процјени из 2010. године, живјело 22.819 становника. Просјечна густина становништва износи 221 становника/km².

## Међународна сарадња
| Мјесто     | Држава    | Врста сарадње | Од    |
| ---------- | --------- | ------------- | ----- |
| Актјубинск | Казахстан | партнерство   | 1993. |
| Извор      |           |               |       |